# Baldichieri d’Asti

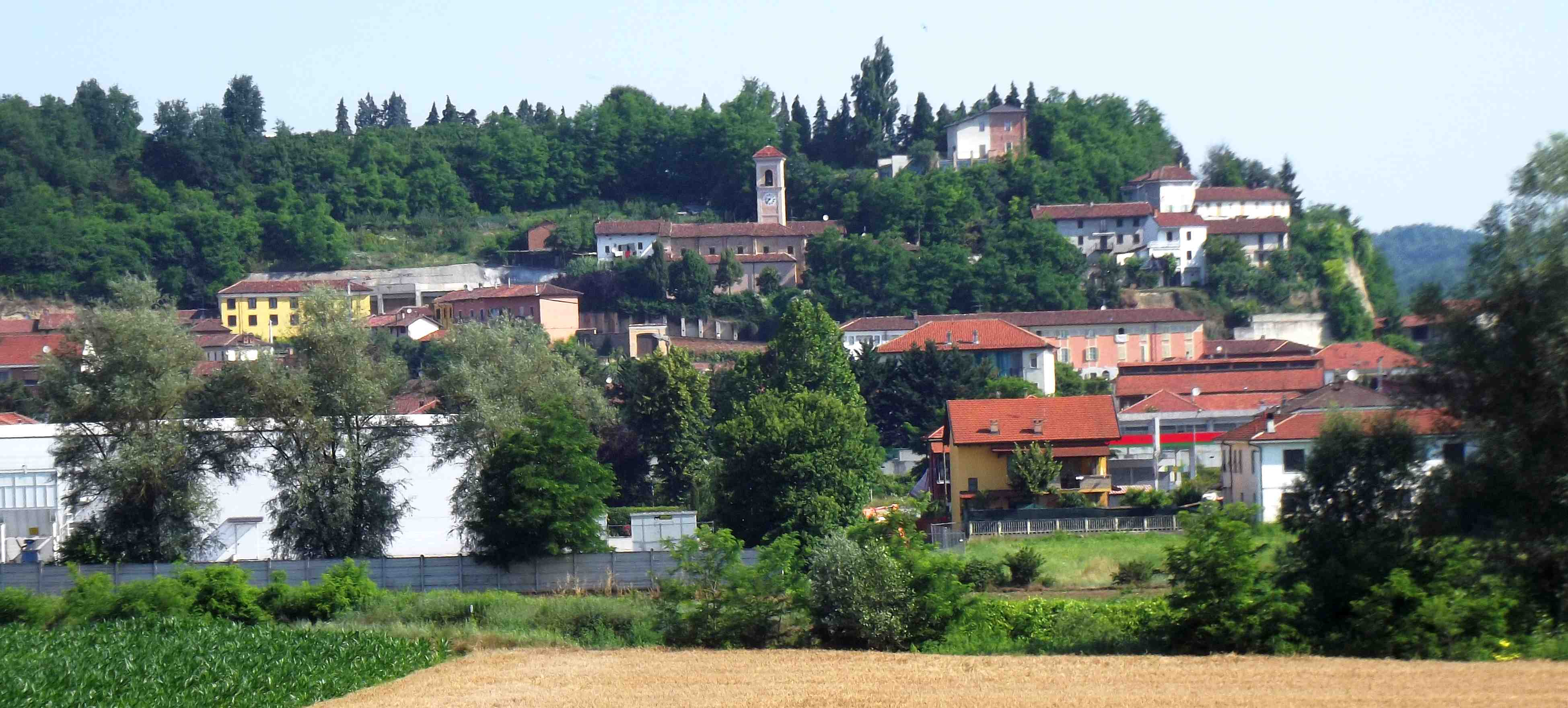
Panorama

Baldichieri d’Asti ist eine italienische Gemeinde in der Provinz Asti (AT), Region Piemont.

## Lage und Einwohner
Baldichieri d’Asti liegt 10 km westlich von der Provinzhauptstadt Asti, in der Ebene des Flusses Triversa entfernt. Das Gemeindegebiet umfasst eine Fläche von 5 km² und hat 1122 (Stand 31. Dezember 2023) Einwohner. Die Nachbargemeinden sind Asti, Castellero, Monale, Tigliole und Villafranca d’Asti. 
Das von niedrigen Hügeln geprägte Gebiet von Baldichieri d'Asti wird von der Autostrada A21, der Bahnstrecke Turin–Genua und der Staatsstraße 10 Padana Inferiore durchquert.

## Kulinarische Spezialitäten
In Baldichieri d’Asti werden Reben der Sorte Barbera für den Barbera d’Asti, einen Rotwein mit DOCG Status angebaut.